# 黑水公司巴格達槍擊案
33°18′08″N 44°21′23″E / 33.30222°N 44.35639°E
美國私人保安公司黑水國際護衛在巴格達屠殺平民案（英語：Blackwater Baghdad shootings），或稱納蘇爾廣場屠殺（英語：Nisour Square massacre），發生於2007年9月16日。事件中17名伊拉克平民被殺害，24人受傷。射擊事件發生時，黑水私人保安分隊正護送美國國務院一列車隊，前往巴格達西部與美國國際開發署官員見面。
事件發生後翌日，黑水公司被吊銷在伊拉克的營業執照。美國國務院稱「無辜生命遇害」，而美國軍方報告表示黑水護衛未被挑釁而開火，過量動武。伊拉克一項偵查發現，護衛在納蘇爾廣場向平民開槍時，「連一塊石頭也沒碰到他們」；偵查結果出爐後，伊拉克政府宣稱必定嚴懲黑水公司。至少有5組調查事件，當中包括美國聯邦調查局。
伊拉克總理努里·馬利基一名高級助手稱，涉案的黑水傭兵之中有三名是伊拉克人，可以在伊拉克國內被起訴；助手又稱，伊拉克政府正促求黑水公司謝罪，賠償受害者或其家屬，並促使涉案傭兵須就事件「負責」。羅伯特·蓋茨在美國國會上作證時，表示美國國防部有充足法律權限規管保案承辦商，但缺乏「途徑和資源」實行足夠監督。美國眾議院通過一項護案，令所有在伊拉克和其他戰鬥地區營運的私人承辦商都可以被美國法院起訴。美國參議院民主黨領袖稱，他們計劃盡早向美國總統喬治·沃克·布什提交類似法案。

## 事件經過
伊拉克一項調查報告指，當車隊駛近納蘇爾廣場時，遠方有一輛起亞汽車載著一名婦人和一名已成年孩子在車道上反向緩緩行駛，一名伊拉克警察吹哨子示意車輛迴避讓車隊通過，但那輛汽車沒有理會。報告指保安隊鳴槍警告，然後向那輛汽車開槍。報告稱其後黑水護衛發射震撼彈清場，伊拉克警察伊军士兵誤以為有人投擲手榴彈而向黑水護衛開火，黑水護衛還击。根據伊拉克調查員所述，當時有一架黑水的直升機在場，從空中射擊了數次。黑水公司否認指控。
伊拉克准將Abdul-Karim Khalaf稱黑水公司「向平民胡亂開火」。被殺者中有一名伊拉克警察，但事件中沒有任何美國國務院人員受傷害。
黑水公司指有汽車炸彈在會議地點附近爆炸，之後他們的保安隊把國務院人員撤離。黑水稱他們的車隊駛經納蘇爾廣場，在遜尼派控制的al-Mansour和al-Yarmukh鄰近地區受到襲擊。根據黑水公司副總裁Marty Strong所述，車隊被「大型爆炸裝置」擊中，隨後有「重覆小型槍械射擊」毀掉一輛汽車。數個消息方表示爆炸是由迫擊炮引起，但國務院報告沒有提及。黑水公司否認伊拉克指控稱公司一架直升機當時從空中射擊。
一份美國國務院報告稱有8到10名攻擊者開火，他們「在多個附近地點，有部份穿著平民衣服，其他穿著伊拉克警察制服」。報告稱當車隊準備離開，於下午12:08，道路被配備機關槍的武裝份子阻擋。報告又稱，離開現場前「保安隊向數個已辨認目標還火」，另外一隊正馳援車隊「被數名伊拉克警察和國民衛隊汽車和武裝人員阻攔或包圍」。可能正是上述被伊拉克軍阻攔的一隊美軍車隊，在約半小時後抵達，在空中掩護下護水車隊返回綠區。
9月27日《紐約時報》報道，事發時一個黑水公司護衛不理會同事多次呼籲緊急停火，繼續向平民射擊，直到另一個黑水護衛用自己武器指向該名護衛，命令他停止。
美軍報告看來支持伊拉克政府所堅稱的黑水公司在事件中犯錯。

## 影響和後續
濫殺平民事件發生後，黑水公司立刻被暫時吊銷在伊拉克的工作許可。伊拉克和美國分別成立數個專案調查。伊拉克總理努里·馬利基因應事件，呼籲美國政府終止和黑水公司合約，並要求伊拉克政府確使黑水公司及護衛承擔後果。美國眾議院通過議案，允許美國法庭起訴在伊拉克等戰區工作的合約公司；參議院正準備相似法案。
2014年10月22日，美國聯邦陪審團裁定，濫殺平民事件的三名黑水護衛——35歲的Paul Slough、33歲的Dustin Heard與32歲的Evan Liberty，成立故意殺人罪；因上列3人傷及至少11名伊拉克人，包括一名九歲男童，他們還被陪審團裁定成立謀殺未遂罪。濫殺平民事件的第四名黑水護衛——30歲的Nicolas Slatten，被陪審團裁定謀殺罪成立。2015年4月13日，Slatten被判处终身监禁，而其他三名護衛分别被判处30年监禁。
2017年8月4日，美国哥伦比亚特区联邦巡回上诉法院的3名法官组成的合议庭推翻了对Slatten的谋杀定罪，并下令对其他被告重新判刑，同时建议对Slatten进行重新审判，理由是将他与同案被告一起审判是不合理的，他应该被分开审判。2018年12月，Slatten再次被陪审团判定谋杀罪名成立，2019年8月14日，Slatten再次被判处终身监禁。2020年12月22日，四名被告均被美国总统唐纳德·特朗普赦免。

## 參閲
- 五角大廈